# مجدي السميري
مجدي السميري (مواليد سنة 1984) هو ممثل وكاتب سيناريو ومخرج أفلام تونسي. بدأ مسيرته المهنية كمغني راب، تحت اسم «ماجي Maguy»، وسرعان ما أصبح مخرجًا مشهورًا بمسلسلات تلفزيونية، مثل: طالع هابط، وليلة الشك، والقضية 460.

## مسيرته
ولد عام 1984 في تونس العاصمة.
بدأ حياته المهنية كمغني راب تحت اسم مستعار «ماجي Maguy». في عام 2006، ظهر لأول مرة في السينما بفيلم آخر فيلم للمخرج نوري بوزيد. حصل بعد ذلك على دبلوم من مدرسة الفنون والسينما بتونس. ثم انتقل إلى فرنسا وعمل في شركة إنتاج لمدة عام. بعد عودته إلى تونس، أنشأ شركته الخاصة للإنتاج السمعي البصري.
في عام 2007. قام من خلال الشركة بإخراج العديد من مقاطع الفيديو الموسيقية والإعلانات التجارية. ثم أخرج برامج تلفزيونية على التلقزيون الوطني وقناة حنبعل.
في عام 2009، لعب دور «فريد» في المسلسل التلفزيوني نجوم الليل للمخرج مديح بالعيد. في عام 2012، قدم فيلمه الطويل الأول فوس نوت، والذي كان كاتبًا ومنتجًا له أيضا. في عام 2015، حصل السميري على جائزة أفضل إخراج للمسلسل التلفزيوني ليلة الشك، في حفل توزيع جوائز رمضان، والتي منحتها موزاييك أف أم. في عام 2016، أخرج المسلسل التلفزيوني بوليس الذي فاز بجائزة أفضل مسلسل في حفل توزيع جوائز رمضان.

## أعماله
| السنة | الفيلم        | الدور               | النوع               | المرجع |
| ----- | ------------- | ------------------- | ------------------- | ------ |
| 2006  | آخر فيلم      | تمثيل               | فيلم                |        |
| 2009  | نجوم الليل    | تمثيل: فريد         | مسلسل تلفزيوني      |        |
| 2012  | فوس نوت       | إخراج               | مسلسل تلفزيوني      |        |
| 2013  | هابي ناس      | إخراج وكتابة وإنتاج | فيلم                |        |
| 2015  | ليلة الشك     | إخراج وكتابة وتمثيل | مسلسل تلفزيوني صغير |        |
| 2015  | بوليس         | إخراج وكتابة        | مسلسل تلفزيوني      |        |
| 2017  | اختبار إجباري | إخراج               | مسلسل تلفزيوني      |        |
| 2019  | القضية 460    | إخراج وكتابة        | مسلسل تلفزيوني صغير |        |
| 2020  | النحات        | إخراج               | مسلسل تلفزيوني      |        |
| 2020  | سايفر         | إخراج وكتابة        | مسلسل تلفزيوني      |        |

## روابط خارجية
- مجدي السميري على موقع IMDb (الإنجليزية)
- مجدي السميري على موقع قاعدة بيانات الأفلام العربية
- مجدي السميري على موقع أول موفي (الإنجليزية)
- مجدي السميري على موقع قاعدة بيانات الفيلم (الإنجليزية)